# Quận Rice, Kansas
Quận Rice là một quận thuộc tiểu bang Kansas, Hoa Kỳ. Theo điều tra dân số năm 2000 của Cục điều tra dân số Hoa Kỳ, quận có dân số người.

## Các vùng dân cư

### Đã hợp nhất
- Lyons, 3,576 (quận lỵ)
- Sterling, 2,587
- Little River, 530
- Chase, 471
- Bushton, 300
- Geneseo, 271
- Alden, 161
- Raymond, 95
- Frederick, 11